# وزارت ادغام مجدد سرزمین‌های اشغالی موقت (اوکراین)
وزارت ادغام مجدد سرزمین‌های اشغالی موقت (اوکراینی: Міністерство з питань реінтеграції тимчасово окупованих територій України) یک وزارتخانه دولتی در اوکراین است که به طور رسمی در ۲٠ آوریل ۲٠۱۶ برای مدیریت بخش‌هایی از منطقه دونتسک که در جریان مداخله نظامی روسیه در اوکراین پس از انقلاب ۲٠۱۴ این کشور، تحت اشغال روسیه قرار گرفته بودند تأسیس شد. پس از تهاجم سال ۲٠۲۲ روسیه به اوکراین، این وزارتخانه همچنین مناطق تازه اشغال‌شده در سراسر اوکراین، به ویژه خرسون و زاپوریژیا را که به همراه دونتسک و لوهانسک به روسیه ضمیمه شده بودند، مدیریت کرد.
دولت هونچاروک در اوت ۲۰۱۹ وزارت امور کهنه سربازان را در این وزارتخانه ادغام کرد. اما در دولت شمیهال این ادغام در مارس ۲۰۲۰ لغو شد.